# Socha Bičování Krista (Ústí nad Orlicí)
Barokní pískovcová socha Bičování Krista od neznámého autora z roku 1737 se nalézá pod čtyřmi lipami naproti domu čp. 1 ve vesnici Oldřichovice, místní části okresního města Ústí nad Orlicí. Socha je od roku 1958 chráněna jako nemovitá kulturní památka ČR.

## Popis
Uprostřed plného čtvercového pískovcového ohrazení s naznačenou balustrádou stojí pilíř nahoře zakončený profilovanou římsou. Čelní strana a boky pilíře jsou ozdobeny reliéfy nástrojů umučení. Na zadní straně pilíře je vytesán nápis s vročením: „† DIESE CAPELL HAT ERBAUEN LASSEN IOHAN IANDA MIT W.PAUKERT IN JAHR MDCCXXXVII“.
Na římse stojí na nízkém podstavci u nízkého sloupu socha bičovaného Krista s trnovou korunou na hlavě a rouškou kolem boků. Socha byla původně polychromovaná.
Socha byla v roce 2011 restaurována.

## Galerie

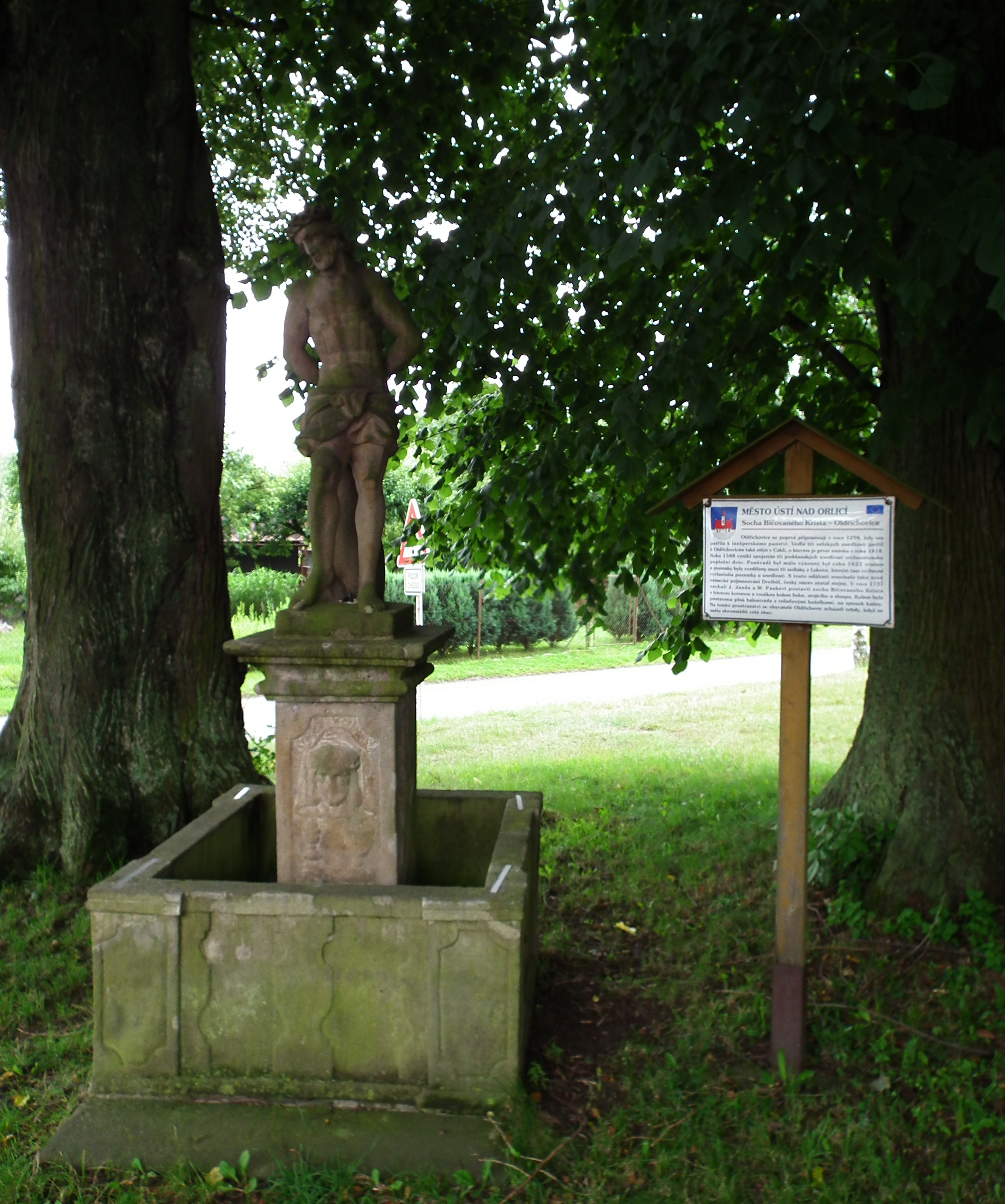
socha Bičovaného Krista v Oldřichovicích
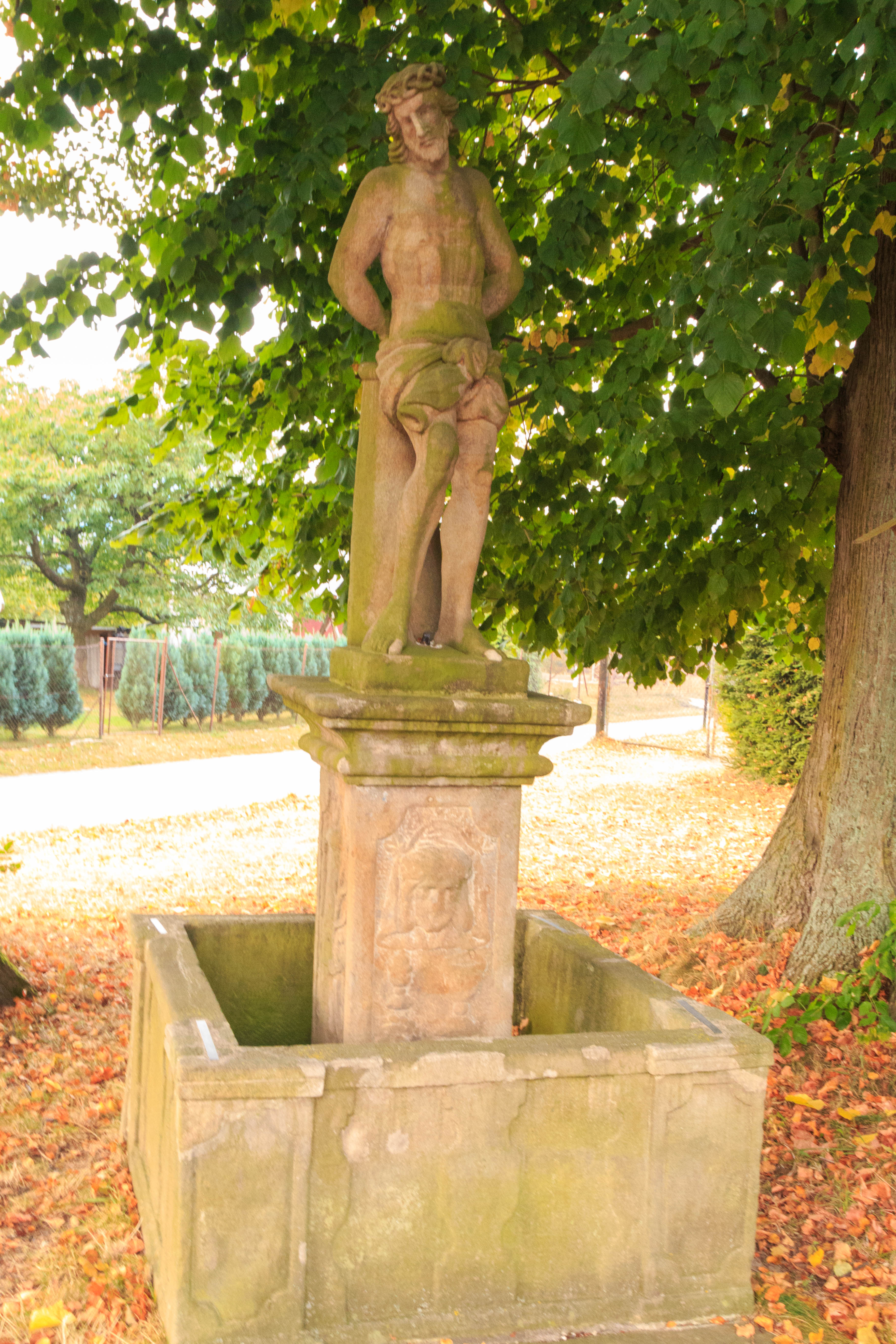
socha Bičovaného Krista v Oldřichovicích
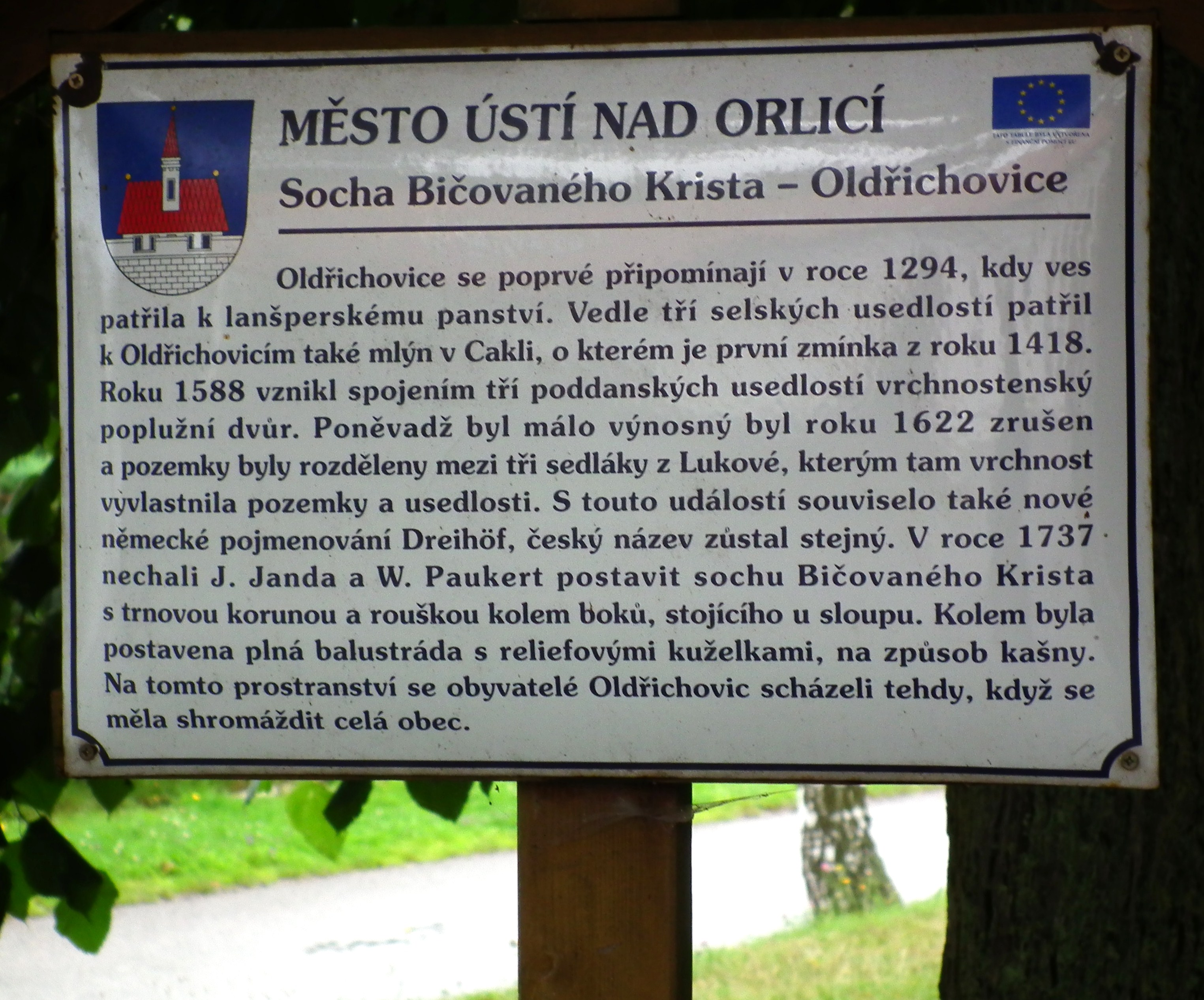
informační tabule u sochy